# اداره کل تجهیزات پزشکی
اداره کل تجهیزات پزشکی سازمانی است؛ که اقدامات مقتضی در جهت تأمین تجهیزات پزشکی مورد نیاز مراکز درمانی و صدور مجوزهای مربوط را بر عهده دارد.
بر اساس قانون تشکیلات وزارت بهداشت، به منظور رسیدگی به امور تجهیزات پزشکی، در سال ۱۳۶۴ «دفتر تجهیزات پزشکی» در معاونت درمان تشکیل و سپس ساختار آن در سال ۱۳۷۲ به «اداره» تغییر یافت. به ضرورت اهمیت و گستردگی کار، اداره با عنوان «اداره کل تجهیزات پزشکی» در سال ۱۳۷۶ ارتقاء یافت.
ارتباط اساسی حوزه‌های مختلف لوازم و تجهیزات پزشکی با یکدیگر بررسی یکی بدون دیگری را غیرممکن می‌سازد. در سال ۱۳۸۴ با تغییر رویکرد وزارت بهداشت درمان و آموزش پزشکی و حمایت همه‌جانبه از توسعه امور نظارتی در حوزه تجهیزات پزشکی، اداره کل تجهیزات پزشکی زیر نظر مرکز مدیریت و هماهنگی امور بازرگانی طرح‌های زیادی در زمینه‌های مرتبط به اجرا درآورد؛ که یکی از مهم‌ترین آن‌ها تدوین ضوابط وسایل پزشکی بود. اداره کل تجهیزات پزشکی با بکارگیری نظرات کارشناسان و خبرگان فن و با آگاهی از ساختار و رویکرد آیین‌نامه تجهیزات پزشکی بود.

## وظایف
بر اساس قانون تشکیلات و وظایف وزارت بهداشت، درمان و آموزش پزشکی ایران مصوب سوم خرداد۶۷، تعیین ضوابط مربوط به ورود، ساخت، نگهداری، صدور مجوز این فعالیت‌ها و انهدام تجهیزات و مواد مصرفی پزشکی، دندانپزشکی، آزمایشگاهی و توانبخشی و نیز ارزشیابی، نظارت و کنترل این ضوابط به عهده این وزارتخانه‌است.
همچنین مطابق ماده ۱۴ قانون مقررات امور پزشکی، دارویی و مواد خوراکی و آشامیدنی مصوب ۲۳ فروردین ۶۷، ساخت یا ورود هر نوع مواد و تجهیزات پزشکی، دندانپزشکی یا مواد اولیه، قطعات و بسته‌بندی آن‌ها که فهرست سوی وزارت بهداشت، درمان و آموزش پزشکی اعلام می‌شود باید با اجازه قبلی و موافقت این وزارتخانه انجام شود.
ترخیص این کالاها از گمرک نیز باید با کسب اجازه از وزارت بهداشت انجام شود.
بر اساس این ماده قانونی همچنین ورود هر نوع فراورده آزمایشگاهی، قطعات و ماشین آلات آن به هر شکل از خارج کشور توسط بخش خصوصی یا دولتی و نیز ترخیص آن‌ها از گمرک و همچنین ساخت هر نوع از این کالاها در داخل کشور یا صدور آن به خارج، مستلزم اجازه قبلی از وزارت بهداشت، درمان و آموزش پزشکی است.
وزارت بهداشت، درمان و آموزش پزشکی بر اساس این وظایف قانونی و برای اجرای آن «اداره کل تجهیزات پزشکی» را زیر نظر قائم مقام وزیر بهداشت در امور بازرگانی و مرکز مدیریت و هماهنگی امور بازرگانی این وزارتخانه در چارت تشکیلاتی خود تعریف کرده‌است.
تدوین و اجرای آئین‌نامه و منشور تجهیزات پزشکی وزارت بهداشت و دستورالعمل مبارزه با قاچاق تجهیزات پزشکی، ارزیابی و مدیریت بازار این تجهیزات در کشور با استفاده از اصول مدیریت علمی در دو جنبه سلامت و اقتصاد به همین منظور در این اداره انجام می‌شود.
اداره کل تجهیزات پزشکی وزارت بهداشت برای انجام این وظایف خود، از اهرمهایی نظیر صدور و ابطال مجوز ورود، تولید و صادرات این تجهیزات و نیز صدور اجازه فعالیت شرکت‌های خدمات پس از فروش، تولیدکننده و نمایندگی شرکت‌های خارجی در کشور، پیشنهاد تعرفه گمرکی ورود و تعیین تعرفه خدمات پس از فروش این تجهیزات بهره می‌برد.
نیازسنجی تجهیزات پزشکی در کشور، شناسنامه دار کردن شرکت‌های تجهیزات پزشکی، کدبندی و طبقه‌بندی این تجهیزات، رتبه‌بندی، کنترل این تجهیزات در بازار، رسیدگی به شکایت‌های واصله از جمله اقداماتی است که از سوی اداره کل تجهیزات پزشکی وزارت بهداشت انجام شده یا در دست انجام است بازوهای اجرایی این اداره کل برای این وظایف، شش اداره شامل اداره نظارت بر تولید و کنترل کیفی، اداره کارشناسی تجهیزات پزشکی، اداره تجهیزات دندانپزشکی، اداره تجهیزات آزمایشگاهی، اداره مهندسی و نگهداری، اداره نظارت و ارزیابی و واحد IT هستند؛ که همگی این بخش‌ها زیر نظر شورای مدیران اداره کل تجهیزات پزشکی فعالیت دارند.

## اداره کارشناسی تجهیزات پزشکی
اداره کارشناسی تجهیزات پزشکی، تعیین استانداردها و کنترل کیفی وسایل پزشکی و توانبخشی وارداتی و صدور مجوز واردات و ترخیص آن‌ها را بر عهده دارد.
همه وسایل پزشکی خارجی به خصوص فناوریهای جدید علاوه بر اینکه بر اساس ضوابط تعریف شده کنترل کیفی، ایمنی و عملکردی توسط این اداره کنترل می‌شوند، از نظر کاربرد پزشکی تخصصی، بالینی و کلینیکی با توجه به نیازمندی کشور و با همکاری افراد متخصص ارزیابی می‌شوند.
اداره کارشناسی تجهیزات پزشکی همچنین موضوع طبقه‌بندی این وسایل چهار گروه کم خطر تا پر خطر، در کلاسهای یک تا چهار، بر اساس ضوابط شانزده‌گانه GHTF که به شرکت‌های تجهیزات پزشکی اعلام شده‌است، پیگیری می‌کند.
کد گذاری وسایل پزشکی با استفاده از معیارهای بین‌المللی UMDNS یکی دیگر از اقدامات اداره کارشناسی تجهیزات پزشکی است که نوع هر کالا را مشخص می‌کند. این کار به مرور زمینه ایجاد بانک اطلاعات تجهیزات پزشکی کشور را فراهم می‌کند.

## اداره تجهیزات آزمایشگاهی
اداره تجهیزات آزمایشگاهی، تدوین استانداردها، کنترل کیفی و نظارت بر تولید، توزیع و واردات تجهیزات، ملزومات، کیتها و مواد آزمایشگاهی تشخیص طبی داخلی و وارداتی را برعهده دارد و در زمینه خدمات پس از فروش و نگهداری این وسایل با اداره مهندسی و نگهداری همکاری می‌کند.
صدور مجوز، تدوین مقررات و ضوابط، تولید، واردات، خرید و فروش، نگهداری و توزیع تجهیزات، مواد کیتهای آزمایشگاهی و رسیدگی به شکایت‌های رسیده از این کالاها با همکاری این اداره انجام می‌شود. در صورت لزوم نظر آزمایشگاه کنترل غذا دارو یا آزمایشگاه‌های رفرانس برای بررسی کیفی دستگاه‌ها و مواد اخذ می‌شود.
بررسی کیفیت و قیمت تجهیزات، مواد و کیتهای آزمایشگاهی برای پاسخ به استعلام دانشگاه‌های علوم پزشکی یا سایر مراکز بهداشت – درمانی نیز از دیگر فعالیت‌های این اداره‌است.

## اداره تجهیزات دندانپزشکی
اداره تجهیزات دندانپزشکی نظارت بر رعایت استانداردها، کنترل کیفی کاربردی و کلینیکی کالاهای تولیدی و وارداتی دندانپزشکی و نظارت بر تولید، واردات و توزیع تجهیزات و مواد دندانپزشکی را به منظور استفاده از محصولات با کیفیت در دندانپزشکی‌ها، بر عهده دارد.
بررسی کنترل کیفی فرایندهای مربوط به تولید کالاهای دندانپزشکی وارداتی در خارج از کشور به خصوص فناوریهای نوین و کالاهای دندانپزشکی که سابقه ورود ندارد، مانند بررسی مدیریت کیفیت در خط تولید و شرایط خوب تولید (GMP) این کالاها، از جمله وظایف این اداره‌است
طرح شناسنامه دار شدن کالاهای دندانپزشکی از طریق الصاق برچسب اطلاعات کالا همراه با هولوگرام بر روی تمام کالاها و مواد دندانپزشکی با همکاری شرکت‌ها و اطلاع‌رسانی همزمان به دندانپزشکان در مورد کالاها و مواد تقلبی نیز در این اداره انجام شده و هم‌اکنون نیز در حال پیگیری است.
اداره کل تجهیزات پزشکی همچنین در زمینه کارشناسی خدمات پس از فروش و نگهداری تجهیزات دندانپزشکی با اداره مهندسی نگهداری و در زمینه رسیدگی به شکایت‌های رسیده از این وسایل و مواد دندانپزشکی با اداره نظارت و ارزیابی همکاری نزدیک دارد.

## اداره مهندسی و نگهداری تجهیزات پزشکی
اداره مهندسی و نگهداری تجهیزات پزشکی رسیدگی به امور مربوط به خدمات پس از فروش شرکت‌ها و نگهداری وسایل پزشکی، دندانپزشکی، آزمایشگاهی و توانبخشی در مراکز درمانی کشور را بر اساس اصول و ضوابطی که برای این خدمات تدوین می‌کند، بر عهده دارد. این وظیفه بر اساس ضوابط خرید و فروش، خدمات پس از فروش و مدیریت نگهداشت تجهیزات پزشکی که از سوی وزارت بهداشت ابلاغ می‌شود، انجام شده، رتبه هر شرکت، محدوده فعالیت و میزان توانایی آن را برای شرکت در مناقصه‌ها و زیر فعالیت‌های تخصصی خدماتی، مشخص می‌کند.
اداره مهندسی و نگهداری تجهیزات پزشکی همچنین تعرفه خدمات پس از فروش این تجهیزات را شامل تعرفه نصب، راه‌اندازی و آموزش اولیه و سرویس و کالیبراسیون موردی یا سالانه را بر عهده دارد.

## اداره نظارت و ارزیابی
اداره نظارت و ارزیابی تجهیزات پزشکی به منظور پیگیری شکایات افراد حقیقی و حقوقی از شرکت‌های تولیدی، وارداتی، توزیعی و خدماتی تجهیزات پزشکی و کیفیت این تجهیزات و نیز پاسخ به استعلام دانشگاه‌های علوم پزشکی و مراکز درمانی دولتی و خصوصی در این موارد تشکیل شده‌است.
رسیدگی به وضعیت کالاهای پزشکیِ قاچاق و تقلبی، نیز به عهده این اداره‌است.
بر اساس قوانین و آئین‌نامه‌های موجود، هر وسیله پزشکی برای تولید، واردات، ترخیص، صادرات، توزیع و عرضه باید مجوز وزارت بهداشت را اخذ کند. در غیر این صورت آن کالا قاچاق محسوب شده و در صورت مشاهده یا دریافت شکایات پس از تشکیل پرونده، رسیدگی و تعیین صلاحیت برای اعمال قانون، به مراجع قضائی ارجاع می‌شود.

## اداره فناوری اطلاعات و آمار
این واحد که در سال ۱۳۸۵ تأسیس شده با ایجاد سیستم یکپارچه اطلاعاتی کلیه فرایندها و خروجی‌های سازمان را به سمت استفاده از فناوری اطلاعات سوق داده‌است و اکنون اکثر امور در این اداره کل از طریق نرم‌افزاری انجام می‌شوند. همچنین گزارش‌های مورد نیاز ذی نفعان نیز به صورت الکترونیک و از بخش استعلام وب سایت این اداره کل قابل دسترس هستند. کسب آمار و اطلاعات از جمله دستاوردهای مهم این واحد می‌باشد.